# Rabenscheider Holz
Das Naturschutzgebiet Rabenscheider Holz liegt auf dem Gebiet der Gemeinde Breitscheid im Lahn-Dill-Kreis in Hessen. Das 57,32 ha große Gebiet wurde am 8. Dezember 1994 unter der Kennung 1532032 unter Naturschutz gestellt.

## Lage
Es erstreckt sich westlich und nordwestlich von Rabenscheid, einem Ortsteil der Gemeinde Breitscheid. Am westlichen Rand des Gebietes fließt der Ketzerbach und verläuft die Landesgrenze zu Nordrhein-Westfalen, am südwestlichen Rand verläuft die Landesgrenze zu Rheinland-Pfalz. Am westlichen Rand liegt auch das Dreiländereck zwischen Hessen, Nordrhein-Westfalen und Rheinland-Pfalz. Westlich und nördlich des Gebietes – auf nordrhein-westfälischem Gebiet im Kreis Siegen-Wittgenstein – erstreckt sich das etwa 160 ha große Naturschutzgebiet Weier- und Winterbach, südöstlich erstreckt sich das etwa 15,5 ha große Naturschutzgebiet Waldaubacher Hecke bei Rabenscheid, östlich verläuft die Landesstraße L 3391.
Das Naturschutzgebiet Rabenscheider Holz ist Bestandteil des FFH-Gebietes „Hoher Westerwald“ (5314-301) und dem europäischen Vogelschutzgebietes „Hoher Westerwald“ (5314-450).

## Bedeutung
Das Naturschutzgebiet umfasst naturnahe Waldbestände, Grünlandbereiche und den teils schluchtartig verlaufenden Ketzerbach. Im Gebiet befindet sich mit Altbäumen erhaltener Laubwald der trotz Nutzung durch menschliche Eingriffe einen naturnahen Zustand aufweist. Durch die weitgehende Aufgabe der wirtschaftlichen Nutzung ist im Wald belassenes Totholz vorhanden das Vögeln und Insekten als Lebensraum dient. Historisch wurde im südlichen Teil die für den Westerwald typische Nutzung des gemeindeeigenen Grünlandes als Viehweide für Hausschafe, Ziegen und Rinder bis in die 1970er Jahre genutzt. Durch diese Nutzungsweise wurden Feuchtwiesen, Trockenrasen und Streuobstwiesen mit ihren unterschiedlichen Pflanzengesellschaften erhalten die in der heute landwirtschaftlich geprägten Landschaft selten geworden sind.

## Flora und Fauna

### Flora
Im Naturschutzgebiet wurden folgende seltene Pflanzenarten nachgewiesen:
Das Männliche Knabenkraut (Orchis mascula), die Trollblume (Trollius europaeus), die Echte Mondraute (Botrychium lunaria), die Frühlings-Knotenblume (Leucojum vernum), der Blaue Eisenhut (Aconitum napellus), der Moor-Klee (Trifolium spadiceum), und die Echte Arnika (Arnica montana).

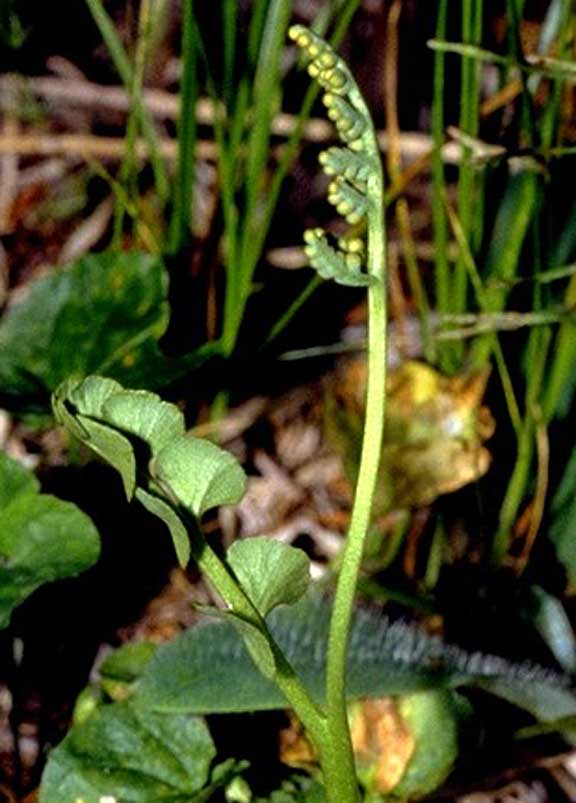
Echte Mondraute (Beispielfoto)
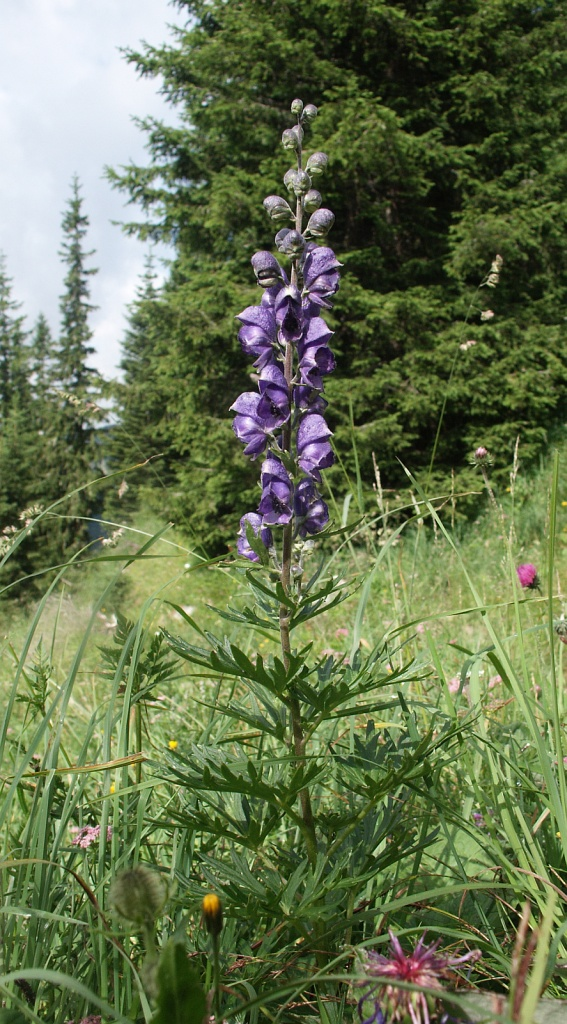
Blauer Eisenhut (Beispielfoto)
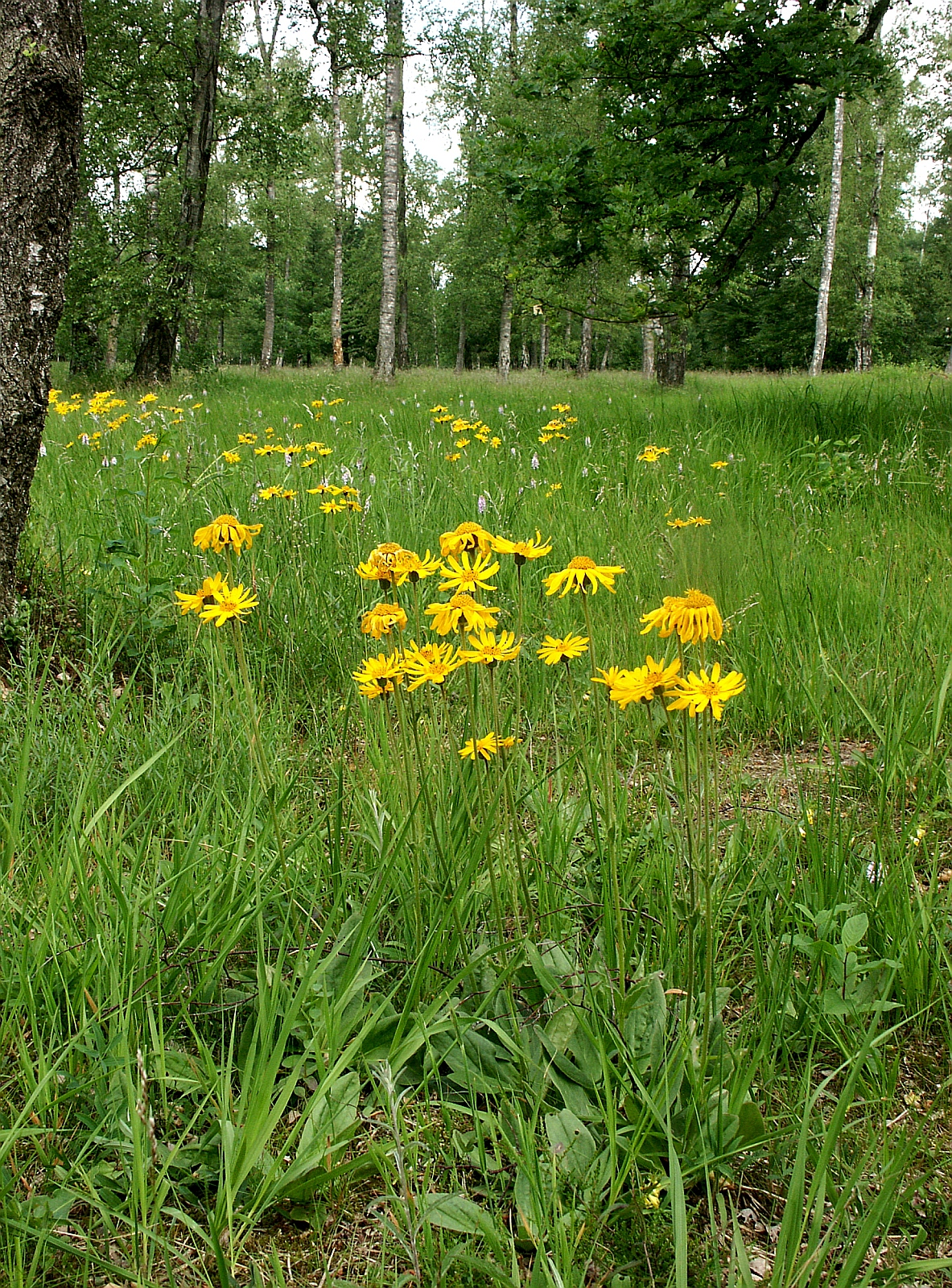
Echte Arnika (Beispielfoto)

### Fauna
Die folgenden seltenen Tierarten wurden für das Rabenscheider Holz aufgezeichnet:
Der Schwarzspecht (Dryocopus martius), der Raufußkauz (Aegolius funereus), der Braunfleckige Perlmuttfalter (Boloria selene), der Dunkle Wiesenknopf-Ameisenbläuling (Phengaris nausithous), der Große Schillerfalter (Apatura iris) und die Gestreifte Quelljungfer (Cordulegaster bidentata).

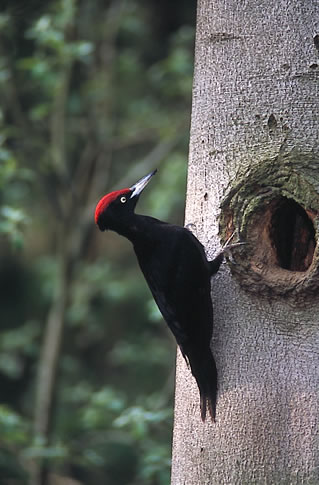
Schwarzspecht (Beispielfoto)
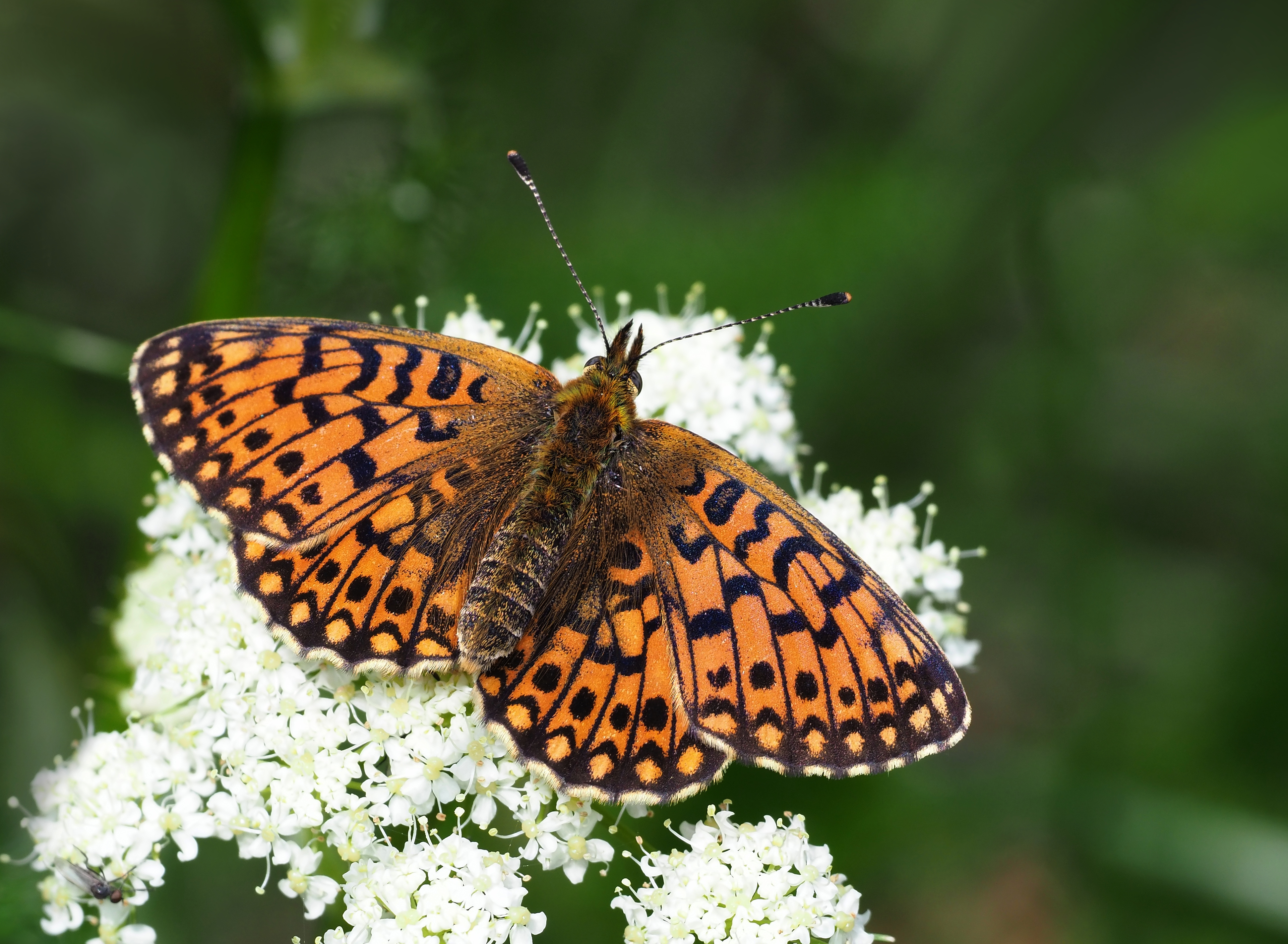
Braunfleckiger Perlmuttfalter (Beispielfoto)
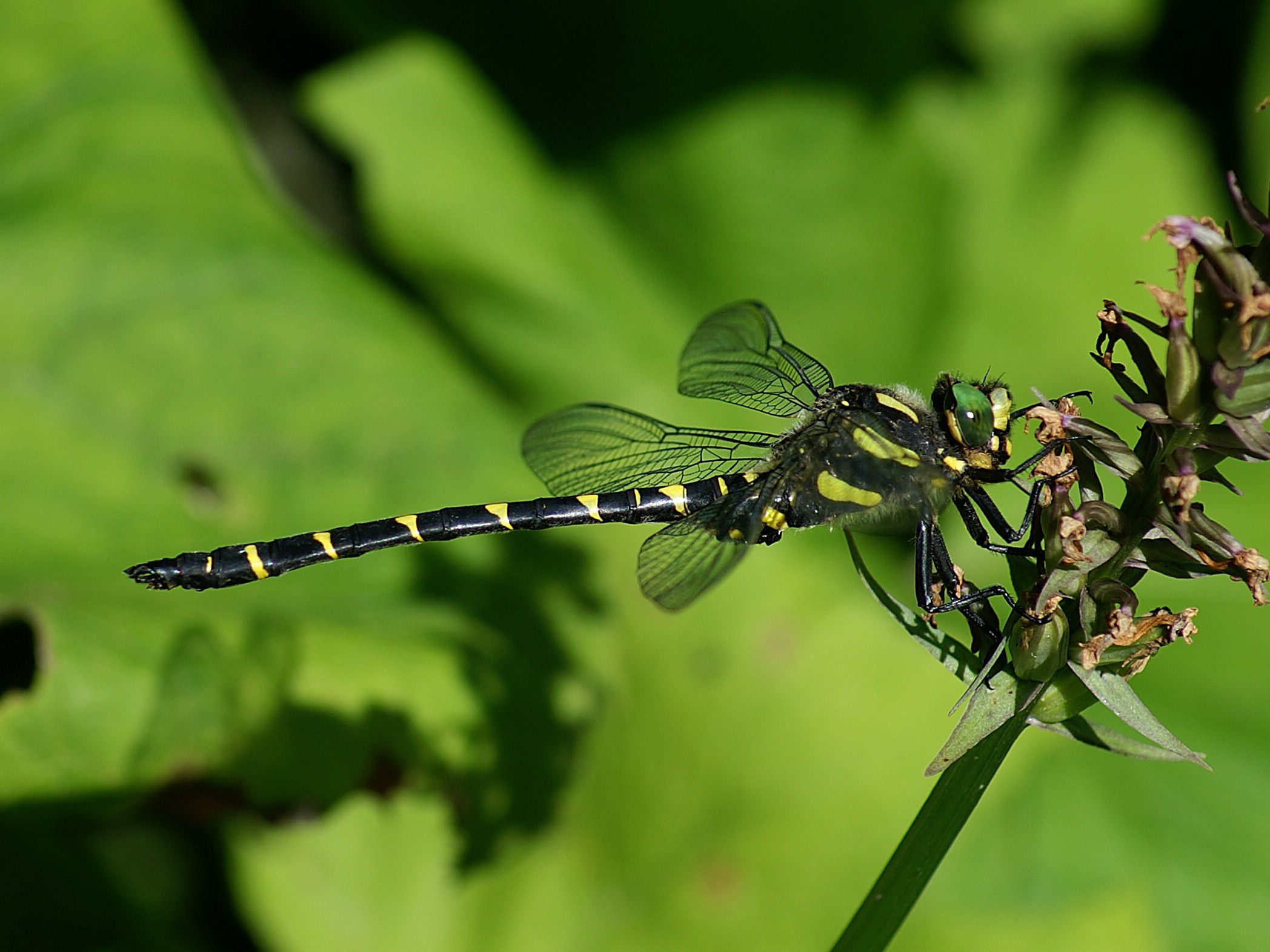
Gestreifte Quelljungfer (Beispielfoto)

## Pflegemaßnahmen
Im Jahr 2013 wurde ein Managementplan für das FFH-Gebiet „Hoher Westerwald“ (5314-301) aufgestellt der für das Naturschutzgebiet als Teil der Gesamtfläche eine Beweidung der Wiesenflächen zum Erhalt des offenen Grünlandes ausweist.